# Bamenda-Nkwe
Bamenda-Nkwe ou Bamendankwe est un village, chef-lieu la commune de Bamenda I dans le département de la Mezam et la région du Nord-Ouest au Cameroun. 

## Population et sociétés
Bamenda-Nkwe comptait 8056 habitants lors du recensement de 2005.

## Chefferie traditionnelle
Le quartier est le siège de la chefferie traditionnelle de 2e degré de Bamendankwe, connue à l'époque coloniale allemande sous le nom de Menda, elle est issue du royaume historique fondé au XVIIe siècle.
| # | Règne           | Identité               | Notes        |
| - | --------------- | ---------------------- | ------------ |
| 1 | vers 1650       |                        | fondation    |
|   |                 | Akefu II               |              |
|   |                 | ...                    |              |
|   |                 | Amah                   |              |
|   |                 | ...                    |              |
|   | v 1870 - v 1880 | Nfor Feusuh IV         |              |
|   | v 1880 -        | Feusuh V               |              |
|   |                 | ...                    |              |
|   | - 2004          | Nfor Chiesiri II       | mort en 2004 |
|   | depuis 2004     | Nfor Forsuh Nfongwa II |              |

## Enseignement
Le quartier compte deux établissements d'enseignement secondaires public :
- lycée bilingue de Bamndankwe (GBHS)[3] ;
- lycée technique  de Bamendankwe.